# 多尼芬鎮區 (內布拉斯加州霍爾縣)
多尼芬鎮區（英語：Doniphan Township）是位於美國內布拉斯加州霍爾縣的一個行政鎮區。

## 地方資料
多尼芬鎮區的面積為138.89平方千米，當中陸地面積為134.85平方千米，而水域面積為4.04平方千米。根據2020年美國人口普查的數據，當地共有人口1099人，而人口密度為每平方千米7.91人。